# Thrasya
Thrasya es un género de plantas herbáceas de la familia de las gramíneas o poáceas.  Es originario de Sudamérica tropical. Comprende 33 especies descritas y de estas, solo 22 aceptadas.

## Taxonomía
El género fue descrito por Carl Sigismund Kunth y publicado en Nova Genera et Species Plantarum (quarto ed.) 1: 120–121. 1815[1816]. La especie tipo es:  Thrasya paspaloides

## Especies aceptadas
A continuación se brinda un listado de las especies del género Thrasya aceptadas hasta noviembre de 2014, ordenadas alfabéticamente. Para cada una se indica el nombre binomial seguido del autor, abreviado según las convenciones y usos.	
- Thrasya achlysophila
- Thrasya auricoma
- Thrasya axillaris
- Thrasya campylostachya
- Thrasya crucensis
- Thrasya glaziovii
- Thrasya granitica
- Thrasya hitchcockii
- Thrasya longiligulata
- Thrasya mosquitiensis
- Thrasya oreophila
- Thrasya parvula
- Thrasya paspaloides
- Thrasya petrosa
- Thrasya reticulata
- Thrasya robusta
- Thrasya scandens
- Thrasya schumannii
- Thrasya seminuda
- Thrasya setosa
- Thrasya stricta
- Thrasya thrasyoides
- Thrasya trinitensis